# Francesco de Lemene
Francesco de Lemene né à Lodi le 19 février 1634 et mort dans la même ville le 24 juillet 1704, est un poète italien.

## Biographie
Né à Lodi en 1634, issu d'une famille aristocratique, Francesco de Lemene étudie à l'université de Bologne  et de Pavie, où il  obtient son diplôme en 1655. À la mort de Philippe IV, roi d’Espagne, il est chargé de prononcer l’éloge funèbre en latin. Quelque temps après, il est ambassadeur, auprès de l’impératrice Marguerite-Thérèse d'Autriche et est nommé ministre résident de la ville de Lodi à Milan. Il compose des vers en latin mais n’en a publié qu’un petit nombre. Son étude favorite était la poésie italienne, à laquelle il s’est livré dès l’enfance. En 1691, il entre sous le nom  de Arezio Gateatico dans l' Académie d'Arcadie. Le principal ouvrage du comte de Lemene est le Traité de Dieu, ou Dio uno, trino, creatore, uomo, figliuolo di Maria, paziente e trionfante, poème dans lequel il explique les attributs mystérieux de la Divinité, dans une suite d’hymnes et de sonnets. À cet ouvrage succédèrent des Oratorio, tels que ceux de Ste-Cécile, de Jacob, de St-Joseph mourant, de l’Arion sacré, du Cœur de St-Philippe Néri, etc. ; des cantates, des pastorales, telles que la Nymphe d’Apollon, Endymion, représenté sur le théâtre de Lodi ; Narcisse, qui fut joué à Vienne en 1699. Sur les instances du prince Livio Odescalchi, neveu du pape Innocent XI, publie Traité de Dieu. Un imprimeur réunit toutes les poésies de Lemene et les publia. Le dernier imprimé est probablement  Il Rosario di Maria Vergine, qu’il dédie à la princesse Éléonore d’Autriche, et qui fut réimprimé séparément à Milan, en 1736. En 1706, Tommaso Ceva, jésuite, publie un éloge sous le titre de Memorie d’alcune virtù del signor conte Francesco de Lemene, con alcune riflessioni sulle sue poesie. Vers la fin de sa vie il recommande à son confesseur de brûler ses œuvres, ce qui fit perdre divers écrit. Francesco de Lemene est mort à Lodi le 24 juillet 1704 .

## Œuvres
- Dio, sonetti ed inni consegrati al vicedio Innocenzo undecimo, pontifice ottimo massimo, Milan et Parme, 1684 1 vol. in-12.
- Rosario di Maria Vergine, meditazioni poetiche, presentate alla sacra maestà di Eleonora d’Austria, etc., Milan, 1691, in-16.
- la Ninfa Apollo, dramma per musica, Venise, 1710, in-12 ; et avec ce titre l’Inganno Felice, ibid., 1730, in-12, et avec celui de Tirsi, ibid., 1734, in-12.
- Tous ces ouvrages se trouvent réunis à plusieurs autres de différents genres, que l’auteur publia en 1698, sous le titre de Poesie diverse del signor Francesco Lemene, Milan et Parme, 2 vol. in-12, dont le premier contient les poésies profanes et le second les poésies sacrées.
- La Sposa Francesca, commedia, Lodi, 1709, in-8°.
- Della discendenza et nobiltà de Maccaroni, poema eroico, Milan, 1675, in-8° ; Florence, in-12, et Modène, in-8°, sans date. Ce poème, dont il n’existe que le premier chant, ne se trouve point dans les Œuvres de Lemene publiées par lui-même, non plus que la comédie de la Sposa Francesca.